# محرك ذو 6 أسطوانات

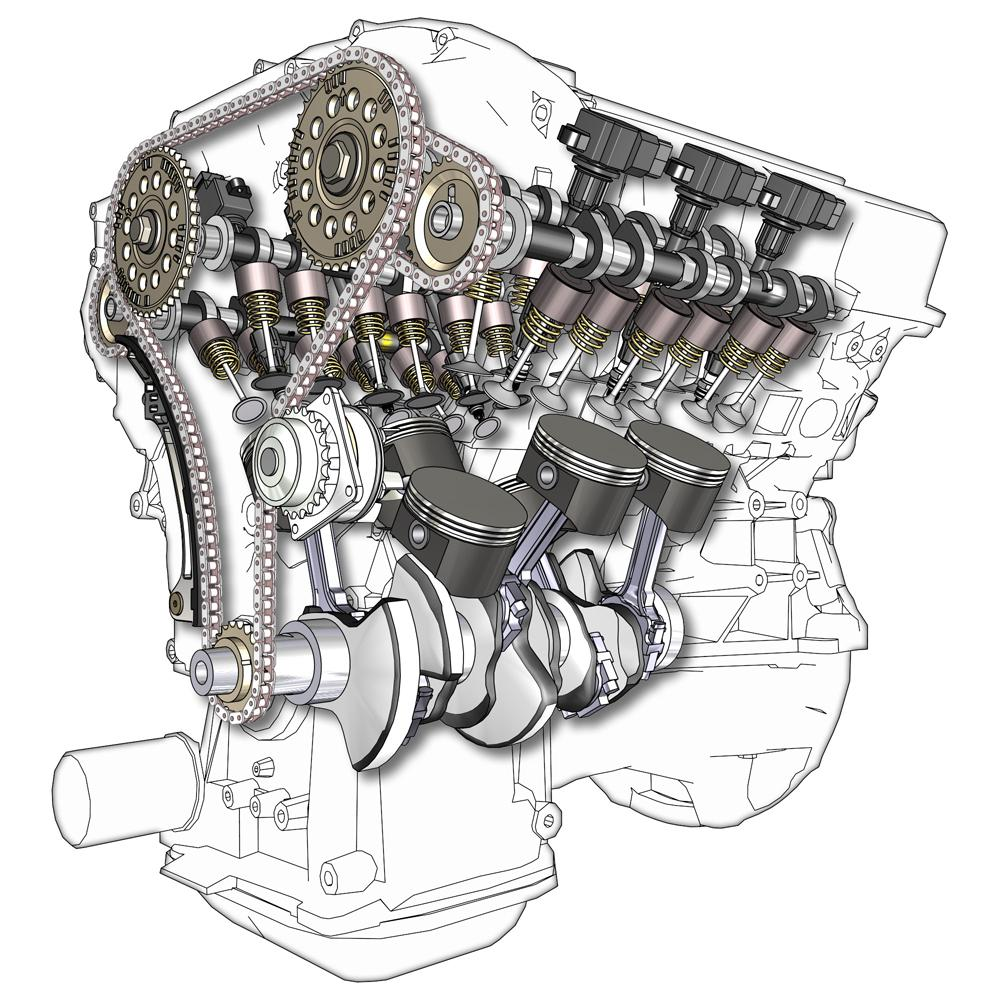
مقطع عرضي لمحرك ذو ست إسطوانات مع عمودين حدبات علويين مزدوجين.

محرك ذو ٦ أسطوانات، هو نوع من محركات الاحتراق الداخلي يتكوّن من ست أسطوانات مرتبة في صفّين مائلين يشكلان حرف "V"، وتُثبّت جميع الأسطوانات على عمود مرفقي (كرنك شافت) واحد مشترك.
ظهرت أولى المحركات ذات ٦ أسطوانات بشكل مستقل من قِبل عدة شركات، مثل شركة "مارمون لصناعة السيارات" الأمريكية، وشركة "دويتس لمحركات الغاز" الألمانية، وشركة "ديلاهاي" الفرنسية.
طوّرت شركة "لانشيا" الإيطالية بعد الحرب العالمية الثانية أول محرك ذو ٦ أسطوانات حديث عام 1950 لسيارتها "أوريليا"، كما قدّمت شركة "بويك" الأمريكية محرك ذو ٦ أسطوانات خاصًا بسيارتها "بويك سبيشيال" عام 1962. ومنذ ذلك الحين، أصبح تصميم الست أسطوانات من أكثر التصاميم انتشارًا.

1. ↑  "Lancia Coupés & Convertibles". ritzsite.net. مؤرشف من الأصل في 2011-07-25. اطلع عليه بتاريخ 2007-09-15.